# Белый (Орловская область)
Белый — хутор в Колпнянском районе Орловской области России. Входит в состав Белоколодезьского сельского поселения.

## География
Хутор находится в юго-восточной части Орловской области, в лесостепной зоне, в пределах центральной части Среднерусской возвышенности, на левом берегу реки Белой, на расстоянии примерно 12 километров (по прямой) к юго-востоку от Колпны, административного центра района. Абсолютная высота — 175 метров над уровнем моря.

### Климат
Климат характеризуется как умеренно континентальный. Среднегодовая температура воздуха составляет +4,6 °C. Средняя температура января −8,5 °C, средняя температура июля +18,5 °C. Годовое количество осадков 500—550 мм.

### Часовой пояс
Хутор Белый, как и вся Орловская область, находится в часовой зоне МСК (московское время). Смещение применяемого времени относительно UTC составляет +3:00.

## Население
| 2010 |
| ---- |
| 24   |

### Половой состав
По данным Всероссийской переписи населения 2010 года в половой структуре населения мужчины составляли 37,5 %, женщины — соответственно 62,5 %.

### Национальный состав
Согласно результатам переписи 2002 года, в национальной структуре населения русские составляли 96 % из 24 чел.